# John Kani

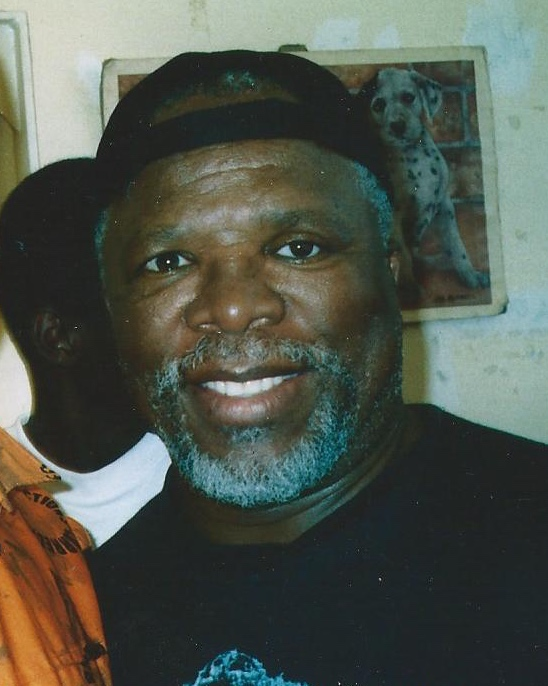
John Kani im Pollsmoor-Gefängnis, Südafrika, bei den Dreharbeiten zum Film Jail Caesar (2007)

Bonisile John Kani (* 30. August 1943 in New Brighton, Südafrika) ist ein südafrikanischer Schauspieler, Theaterregisseur und Dramatiker.

## Leben
John Kani wurde in New Brighton, einem Township bei Port Elizabeth, geboren. Nach dem Besuch einer High School wurde er 1965 Mitglied der Theatergruppe The Serpent Players in Port Elizabeth. In den frühen 1970er Jahren schrieb er mit Athol Fugard und seinem Schulfreund Winston Ntshona die Theaterstücke Sizwe Banzi Is Dead und The Island – The Island spielt auf der Gefängnisinsel Robben Island. Für seine Rolle in dem Stück My Children My Africa! wurde er für den Laurence Olivier Award nominiert.
Kani trat mit seinen Stücken auch international auf, so ab 1974 in New York, wo er 1975 mit Ntshona einen Tony Award als bester Hauptdarsteller für Sizwe Banzi Is Dead und The Island erhielt. Nach seiner Rückkehr wurde er kurzzeitig inhaftiert. 1976 unternahm er eine Tournee nach Australien und arbeitete in mehreren Städten mit Theatergruppen der Aborigines zusammen. 1977 begann seine Zusammenarbeit mit dem Market Theatre in Johannesburg. 1982 spielte er in Kapstadt das Stück Miss Julie, in dem er eine Weiße küsste. Im Südafrika der Apartheid-Ära war dies ein Tabu – die Hälfte der Zuschauer verließ den Saal. Kani erhielt Morddrohungen, wurde überfallen und durch elf Messerstiche verletzt. Sein jüngerer Bruder wurde 1985 von der südafrikanischen Polizei erschossen, als er bei einer Grabrede für ein junges Mädchen ein Gedicht vortrug. 1987 spielte Kani in seinem Heimatland in William Shakespeares Stück Othello die Titelrolle.
Nothing But the Truth war Kanis erstes allein verfasstes Theaterstück. Es wurde beim National Festival of the Arts in Grahamstown uraufgeführt und handelt von zwei Brüdern und ihrem Schicksal während der Apartheid. Das Stück war Kanis totem Bruder gewidmet. Das Stück wurde 2003 mit drei Fleur du Cap Awards für den besten Schauspieler, das beste einheimische Buch und das beste neue südafrikanische Stück ausgezeichnet. Im selben Jahr erhielten Kani und Ntshona in den USA eine „besondere Erwähnung“ bei den Obie Awards.
Kani ist Treuhänder der Market Theatre Foundation, Gründer und Direktor des 1990 gegründeten Market Theatre Laboratory und Vorsitzender des National Arts Council of South Africa. 2013 gehörte er dem Council der Witwatersrand University an.
Kanis Sohn Atandwa Kani ist ebenfalls Schauspieler. Er debütierte in der US-amerikanischen Fernsehserie Life Is Wild. Für die Filme The Suit und Black Panther standen sie gemeinsam vor der Kamera.

## Auszeichnungen
- 1975: Tony Award als bester Hauptdarsteller
- 2000: Hiroshima Peace Culture Foundation Award
- 2002: zwei Fleur du Cap Awards für Nothing but the Truth
- 2003: Obie Award zusammen mit Winston Ntshona für The Island (besondere Erwähnung, special citation)
- 2005: Olive Schreiner Prize
- 2005: Order of Ikhamanga in Silber
- 2006: Ehrendoktorwürde der Universität Kapstadt
- 2010: Life Time Award bei der Verleihung der South African Film and Television Awards (SAFTA)
- 2013: Ehrendoktorwürde in Philosophie der Nelson Mandela Metropolitan University
- 2014: Umbenennung des größten Saals des Market Theatre in John Kani Theatre[6]
- Avanti Hall of Fame Award der südafrikanischen Film-, Fernseh- und Werbeindustrie
- Clio Award, New York
- Ehrendoktorwürde der University of Durban-Westville
- Ehrendoktorwürde der Rhodes-Universität

## Theaterstücke
- 1972: Sizwe Banzi is Dead (zusammen mit Athol Fugard and Winston Ntshona), deutsch als Sizwe Bansi ist tot
- 1972: Statements After an Arrest Under the Immorality Act (zusammen mit Athol Fugard and Winston Ntshona), deutsch als Aussagen nach einer Verhaftung auf Grund des Gesetzes gegen Unsittlichkeit
- 1973: The Island (zusammen mit Athol Fugard and Winston Ntshona), deutsch als Die Insel
- 2002: Nothing But the Truth (Autor), erschienen bei Witwatersrand University Press, Johannesburg 2002, ISBN 978-1-86814-389-4.
- 2019: Kunene and the King (Autor), uraufgeführt 2019 im Swan Theatre, Stratford-upon-Avon vor der Übernahme ans Ambassadors Theatre in London (Koproduktion mit dem Fugard Theatre Kapstadt)

## Filmografie
- 1978: Die Wildgänse kommen (The Wild Geese)
- 1980: Ringelblumen im August (Marigolds in August)
- 1981: Killing Heat
- 1981: The Grass Is Singing
- 1985: „Master Harold“...and the Boys (Fernsehfilm)
- 1987: Saturday Night at the Palace
- 1987: An African Dream
- 1988: Options
- 1989: Weiße Zeit der Dürre (A Dry White Season)
- 1989: Othello (Fernsehfilm)
- 1989: The Native Who Caused All the Trouble
- 1990: An African Dream
- 1992: Sarafina!, Südafrika
- 1993: In Darkest Hollywood: Cinema and Apartheid (Dokumentarfilm)
- 1995: Soweto Green
- 1996: Der Geist und die Dunkelheit (The Ghost and the Darkness)
- 1997: Kap der Rache (Fernsehfilm)
- 1997: Kini and Adams, Burkina Faso
- 1998: The Tichborne Claimant
- 2001: Final Solution
- 2005–2008: Hillside (Fernsehserie)
- 2007: The Bird Can’t Fly
- 2008: Silent Witness (Finding Rachel)
- 2009: Endgame
- 2010: White Lion
- 2012: Jail Caesar
- 2011: Coriolanus
- 2015: Kommissar Wallander: Die weiße Löwin
- 2016: The First Avenger: Civil War (Captain America: Civil War)
- 2016: The Suit (Kurzfilm)
- 2018: Black Panther
- 2019: Murder Mystery
- 2019: Der König der Löwen (The Lion King, Stimme von Rafiki)
- 2021: What If…? (Fernsehserie, 2 Folgen, Stimme)
- 2023: Murder Mystery 2
- 2024: Mufasa: Der König der Löwen (Mufasa: The Lion King, Stimme von Rafiki)